# Moszczanka (dopływ Wolbórki)

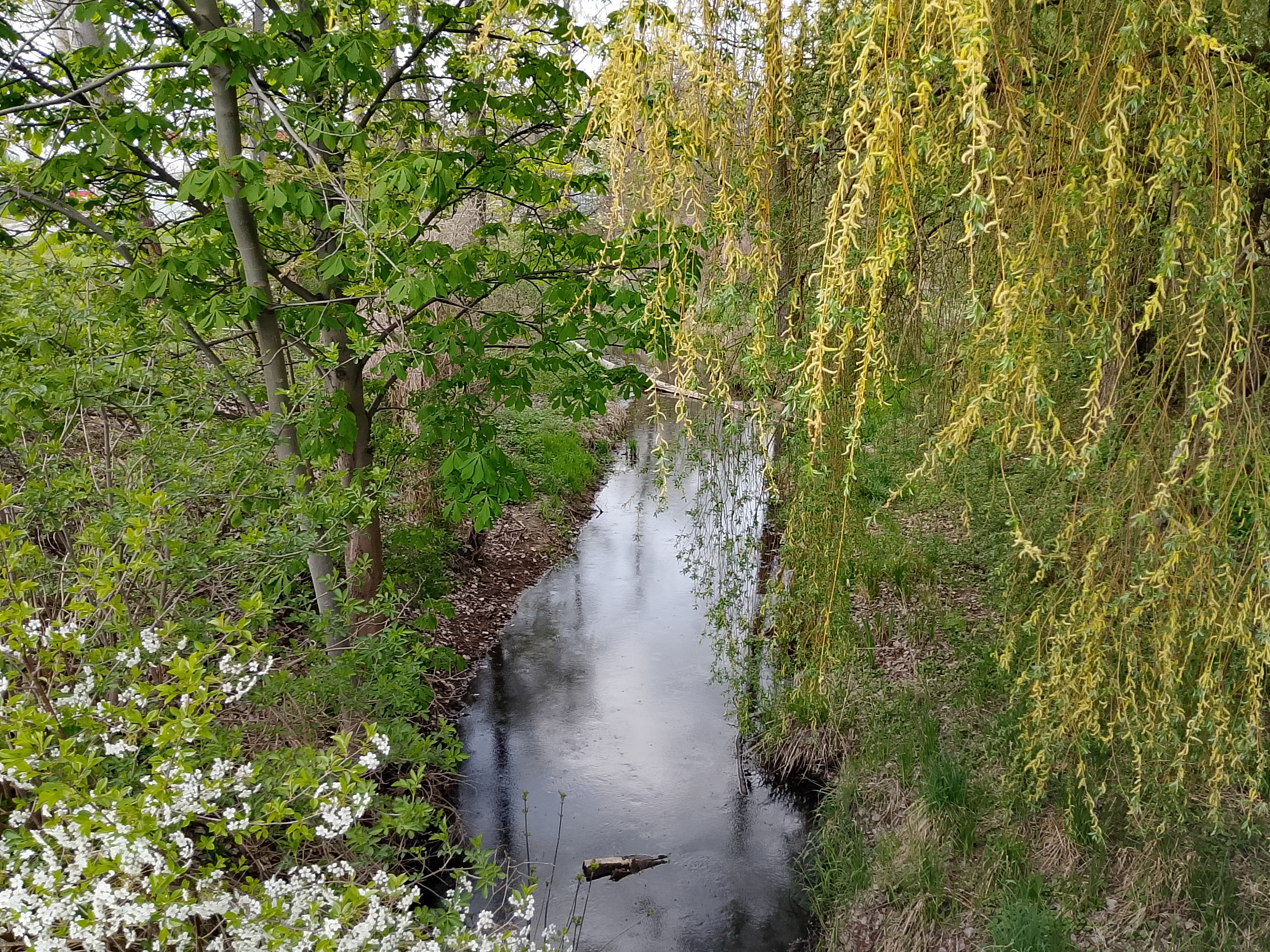
Moszczanka w Moszczenicy

Moszczanka – rzeka, prawy dopływ Wolbórki o długości 26,83 km.
Wypływa w okolicach wsi Gołygów, po czym kieruje się na wschód i przechodzi pod drogą krajową nr 1. Przepływa między innymi przez miejscowości: Gajkowice, Moszczenica, Białkowice i Wolbórz, gdzie się rozwidla. Jedna odnoga wpada do Wolbórki w Wolborzu, inna w okolicach wsi Godaszewice. Jej prawym dopływem jest Goleszanka.